# Sinoinsula
Genre
Synonymes
- Insula Zhou & Li, 2013 nec Kunkel, 1910

Sinoinsula est un genre d'araignées aranéomorphes de la famille des Salticidae.

## Distribution
Les espèces de ce genre sont endémiques de Hainan en Chine,.

## Liste des espèces
Selon World Spider Catalog (version 18.0, 18/05/2017) :
- Sinoinsula curva (Zhou & Li, 2013)
- Sinoinsula hebetata (Zhou & Li, 2013)
- Sinoinsula limuensis (Zhou & Li, 2013)
- Sinoinsula longa (Zhou & Li, 2013)
- Sinoinsula maculata (Peng & Kim, 1997)
- Sinoinsula minuta (Zhou & Li, 2013)
- Sinoinsula nigricula (Zhou & Li, 2013)
- Sinoinsula ramosa (Zhou & Li, 2013)
- Sinoinsula scutata (Zhou & Li, 2013)
- Sinoinsula squamata (Zhou & Li, 2013)
- Sinoinsula tumida (Zhou & Li, 2013)
- Sinoinsula uncinata (Zhou & Li, 2013)

## Publications originales
- Zhou & Li, 2013 : Sinoinsula, a name to replace Insula (Araneae, Salticidae). Acta Arachnologica Sinica vol. 21, no 2, p. 95 (texte intégral).
- Zhou & Li, 2013 : Two new genera of jumping spiders from Hainan Island, China (Araneae, Salticidae). Zootaxa, no 3712(1), p. 1-84.